# Famille de Villemaur
La famille de Villemaur est une famille féodale du Moyen Âge, originaire du bourg de Villemaur, dans le comté de Champagne, et était vassale des comtes de Champagne et qui faisait partie de l'arrière-fief de la maison de Traînel.

## Généalogie

### Branche aînée
- Hilduin Ier de Villemaur ou Hilduin Ier de Marolles, seigneur de Marolles et dont une sœur prénommée Ermengarde serait l'épousé Hugues III, seigneur de Vendeuvre, et qui épouse Adélaïde, dame de Villemaur, avec qui il aurait eu au moins deux enfants[1] :
  - Manassès Ier de Villemaur, qui suit.
  - Hilduin II de Marolles, qui suit plus loin.
  - Tescelin de Villemaur, dit le Borgne, qui suit plus loin.

- Manassès Ier de Villemaur, mort vers 1127, seigneur de Villemaur à la mort de son père et vicomte à la suite de son mariage. Il épouse Adélaïde ou Ermessende de Montlhéry[2], fille de Milon Ier de Montlhéry et de Lithuise de Soissons, vicomtesse de Troyes, dont il a plusieurs enfants :
  - Milon de Villemaur, qui assiste au prieuré de Longpont aux funérailles de Milon de Montlhéry, seigneur de Bray et de Montlhéry et assassiné par son cousin Hugues de Crécy, et auxquels assiste le roi Louis VI le Gros. Probablement mort jeune avant son père et sans héritier.
  - Manassès de Villemaur, chanoine de Sens puis archidiacre de Troyes. Mort après 1158.
  - Eudes de Villemaur, qui suit.
  - certains historiens ajoutent Isabelle de Villemaur qui aurait épousé Gui Ier de Bar-sur-Seine, mais il s'agit très certainement d'une erreur, ce dernier étant marié à Pétronille de Chacenay.

- Eudes de Villemaur, mort avant 1154. Il participe à la fondation de l'abbaye de Vauluisant en 1127. Il épouse Hélie de Chappes, fille de Clarembaud II de Chappes et d'Aélis du Donjon de Brienne et ont ensemble au moins trois enfants[3] Veuve, son épouse épousera en secondes noces Guillaume de Châtillon-sur-Seine, seigneur de Duesme.
  - Manassès II de Villemaur, qui suit.
  - Ulduin de Villemaur, cité dans une charte de 1158.
  - Ermessent de Villemaur, qui épouse Henri de Traînel, d'où postérité :
    - Pierre
    - Arnoult
    - Élisabeth
    - Garnier

- Manassès II de Villemaur, cité dans une charte de 1155 en faveur de l'abbaye de Pontigny. Probablement mort sans descendance.

La seigneurie de Villemaur est ensuite partagée entre les héritiers d'Ermessent de Villemaur et la comtesse de Champagne Blanche de Navarre en rachètera la moitié.

### Branche de Marolles

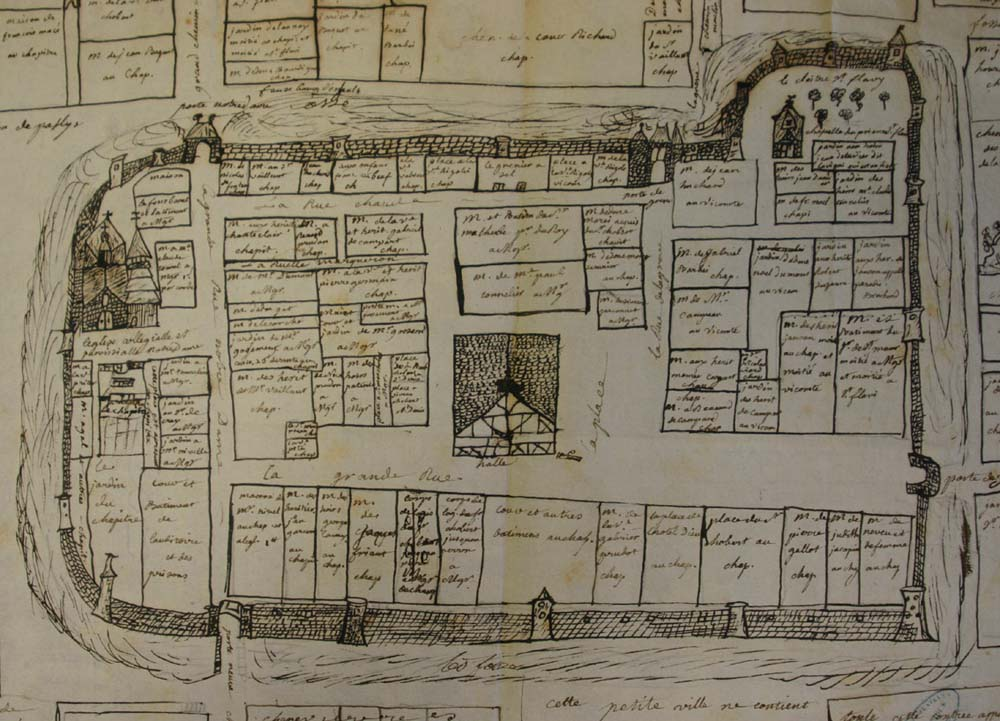
Plan des fortifications du village de Villemaur.

- Hilduin II de Marolles, mort après 1121, seigneur de Marolles à la mort de son père. Il épouse une femme prénommée Marguerite mais dont le nom de famille est inconnu, dont il a au moins quatre enfants[1] :
  - Hilduin III de Marolles, qui suit.
  - Eudes de Marolles, cité en 1140, probablement mort jeune et sans héritier avant son frère aîné.
  - Gui de Marolles, chevalier qui meurt vers 1148 durant la deuxième croisade. Il épouse vers 1132 Isabelle, dame de Nangis et d’ascendance royale, morte en 1192 et qui épousera en secondes noces Anseau II de Venezy, dont il a au moins une fille :
    - Alpaïs de Marolles, dame de Courtry, qui épouse Josselin, vicomte de Melun, d'où postérité.

  - une fille qui épouse probablement Renaud, seigneur de Pougy, à qui elle transmet la seigneurie de Marolles.

- Hilduin III de Marolles, mort après 1144, seigneur de Marolles à la mort de son père. Probablement mort sans héritier alors qu'il participait à la deuxième croisade.

La seigneurie de Marolles passe par la suite dans la Maison de Pougy.

### Branche cadette diteStrabo
- Tescelin de Villemaur, dit le Borgne. Le nom de son épouse est inconnu mais il a au moins trois enfants :
  - Dreux de Villemaur, qui suit.
  - Josbert de Villemaur, dit le Grand, cité dans une charte de 1147 en faveur de l'abbaye de Pontigny avec son frère puîné. Il épouse Odeline de Montigny, probablement fille d'Hugues de Payns et de sa première épouse Emeline de Touillon[4].
  - Milon de Villemaur, cité dans une charte de 1147 en faveur de l'abbaye de Pontigny avec son frère aîné.

- Dreux Strabo Ier de Villemaur, mort après 1166, seigneur en partie de Villemaur. Il fonde en 1143 la commanderie templière de Mesnil-Saint-Loup. Il épouse une femme prénommée Hersende dont le nom de famille est inconnu dont il a au moins cinq enfants :
  - Nicolas de Villemaur, probablement mort jeune et sans descendance.
  - Geoffroy Strabo de Villemaur, qui suit.
  - Béranger de Villemaur, qui a au moins trois enfants :
    - Godefroy de Villemaur.
    - Dreux II de Villemaur.
    - Gautier de Villemaur.

  - Hélie de Villemaur, qui épouse Milon le Bréban de Provins, fils de Guillaume le Roi et maréchal de Champagne.
  - Channe de Villemaur, qui épouse Geoffroi de Villehardouin, chroniqueur, seigneur de Villehardouin et de Villy, maréchal de Champagne puis de Romanie, d'où postérité.

## Sources
- Henri d'Arbois de Jubainville, Histoire des ducs et comtes de Champagne, 8 tomes, Paris, Librairie Auguste Durand, 1859-1869
- Alphonse Roserot, « Notice historique sur Villemaur », Revue de Champagne et de Brie,‎ 1879, p. 412 (lire en ligne)